# Atlantic Wolff
Die Atlantic Wolff ist ein 2018 gebauter Katamaran, der zunächst auf den Philippinen und später in Spanien als Fähre genutzt wurde. Ab 2024 sollte das Schiff durch die britische Reederei Scilly Ferries im Fährverkehr zu den Scilly-Inseln genutzt werden. Die Reederei gab den Versuch allerdings noch vor der Betriebsaufnahme auf.

## Geschichte
Die Fähre des Typs Fast Ferry 4212 wurde unter der Baunummer 538733 auf der Werft Damen Shipyard Singapore gebaut und am 17. August 2018 an die philippinische Reederei Mabuhay Maritime Express abgeliefert. Sie wurde im Oktober 2018 als Magalang zwischen Kalibo auf der Insel Panay und der nordwestlich davon liegenden Insel Boracay in Dienst gestellt. Anfang 2019 wurde die Fähre in Magalang Express umbenannt.
Im Sommer 2022 übernahm die spanische Reederei Aquabus Ferry Boats die Fähre als Aquabus Jet 1 und setzte sie zwischen den Baleareninseln Ibiza und Formentera ein. Ab 2024 charterte die zur Harland & Wolff Group gehörende Reederei Scilly Ferries die Fähre, um mit ihr von April bis Oktober bis zu zwei Rundreisen täglich zwischen Penzance in Cornwall und St Mary’s, der größten der Scilly-Inseln, anzubieten. Nach wiederholten Verzögerungen hätte der Fährbetrieb im August 2024 aufgenommen werden sollen. Die Reederei hätte damit in Konkurrenz zur Isles of Scilly Shipping Company gestanden, die mit der Fähre Scillonian III und einem Frachtschiff den Verkehr zu und von den Scilly-Inseln betreibt. Anfang August gab die Reederei den Versuch auf, die Fähre in Fahrt zu bringen und stellte den Geschäftsbetrieb ein. Harland & Wolff gab an, der Versuch wäre zu ambitioniert gewesen und man wollte sich auf das Kerngeschäft konzentrieren. Das Schiff wurde an seinen niederländischen Eigentümer zurückgegeben.

## Technische Daten und Ausstattung
Die Fähre wird von vier Viertakt-Zwölfzylinder-Dieselmotoren des Typs Caterpillar C32 mit jeweils 746 kW Leistung angetrieben. Die Motoren wirken auf vier Wasserstrahlantriebe. Für die Stromerzeugung stehen zwei von Dieselmotoren mit jeweils 93 kW Leistung angetriebene Generatoren mit jeweils 116 kVA Scheinleistung zur Verfügung.
Die Fähre verfügt über zwei Decks mit Aufenthaltsräumen für die Passagiere. Auf dem Hauptdeck stehen rund 280 Sitzplätze und auf dem Oberdeck rund 120 Sitzplätze zur Verfügung. Auf dem Oberdeck gibt es im hinteren Bereich ein offenes Deck mit weiteren Sitzplätzen. Das Steuerhaus befindet sich im vorderen Bereich der Fähre.